# Latbeek
De Latbeek is een beek in de Nederlandse gemeente Venlo en ligt in het stroomgebied van de Maas. 

## Ligging
De beek ontspringt als afwateringsrivier van de waterplas Venkoelen in het natuurgebied Zwart Water ten noorden van Venlo. Van daar stroomt de beek in noordwestelijke richting door het Schandelosche Broek met in het oosten buurtschap Schandelo en in het westen buurtschap Vilgert en Velden. Om het noordwesten van de Schandelosche Broek stroomt de beek door Hasselderheide. Na het kruisen van de Rijksweg N271 buigt de beek af naar het zuidwesten, stroomt dan door Hasselt om vervolgens uit te monden in de Maas.

## Geologie
De Latbeek stroomt door de laagte van de Schandelosche Broek dat een oud Maasterras is uit het Allerød-interstadiaal. Ten westen daarvan ligt het dorp Velden op Maasduinen en Schandelo op een hoger Maasterras.